# Canton d'Aurillac-3
Le canton d'Aurillac-3 est une circonscription électorale française, située dans le département du Cantal et la région Auvergne-Rhône-Alpes. À la suite du redécoupage cantonal de 2014, les limites territoriales du canton sont remaniées.

## Histoire
Le canton d'Aurillac-3 a été créé par la scission des cantons d'Aurillac-Nord et d'Aurillac-Sud.
Un nouveau découpage territorial du Cantal entre en vigueur en mars 2015, défini par le décret du 13 février 2014, en application des lois du 17 mai 2013 (loi organique 2013-402 et loi 2013-403). Les conseillers départementaux sont, à compter de ces élections, élus au scrutin majoritaire binominal mixte. Les électeurs de chaque canton élisent au Conseil départemental, nouvelle appellation du Conseil général, deux membres de sexe différent, qui se présentent en binôme de candidats. Les conseillers départementaux sont élus pour 6 ans au scrutin binominal majoritaire à deux tours, l'accès au second tour nécessitant 12,5 % des inscrits au 1er tour. En outre la totalité des conseillers départementaux est renouvelée. Ce nouveau mode de scrutin nécessite un redécoupage des cantons dont le nombre est divisé par deux avec arrondi à l'unité impaire supérieure si ce nombre n'est pas entier impair, assorti de conditions de seuils minimaux. Dans le Cantal, le nombre de cantons passe ainsi de 27 à 15. La composition du canton d'Aurillac-3 est remaniée.

## Représentation

### Liste des conseillers départementaux
| Période élective | Période élective | Mandat | Mandat   | Identité         | Nuance | Nuance | Qualité |
| ---------------- | ---------------- | ------ | -------- | ---------------- | ------ | ------ | --- |
| 2015             | 2021             | 2015   | 2021     | Alain Calmette   |        | LREM   | Inspecteur de la Jeunesse et des Sports 1er adjoint au maire d'Aurillac (2001-2006) maire d'Aurillac (2006-2013) député du Cantal (2012-2017) |
| 2015             | 2021             | 2015   | 2021     | Josiane Costes   |        | MR     | Professeure d'Anglais retraitée Adjointe au maire d'Aurillac (jusqu'en 2017) Sénatrice du Cantal (2017-2020)                                  |
| 2021             | 2028             | 2021   | en cours | Stéphane Fréchou |        | EELV   | Fonctionnaire Conseiller municipal d'Aurillac 3e vice-président de la CABA (2020 → )                                                          |
| 2021             | 2028             | 2021   | en cours | Magali Maurel    |        | PS     | Fonctionnaire Conseillère municipale déléguée d'Aurillac 2e vice-présidente de la CABA (2020 → )                                              |

### Résultats détaillés

#### Élections de mars 2015
À l'issue du 1er tour des élections départementales de 2015, deux binômes sont en ballottage : Alain Calmette et Josiane Costes (Union de la Gauche, 41 %) et Henri Manhes et Anne Tissier (DVD, 40,03 %). Le taux de participation est de 53,88 % (3 376 votants sur 6 266 inscrits) contre 55,81 % au niveau départemental et 50,17 % au niveau national.
Au second tour, Alain Calmette et Josiane Costes (Union de la Gauche) sont élus avec 51,02 % des suffrages exprimés et un taux de participation de 53,38 % (1 532 voix pour 3 345 votants et 6 266 inscrits).
Alain Calmette a quitté le PS et a rejoint LREM en 2017 puis TdP en 2020.
Josiane Costes est membre du groupe d'opposition "rassemblement démocratique".

#### Élections de juin 2021
Le premier tour des élections départementales de 2021 est marqué par un très faible taux de participation (33,26 % au niveau national). Dans le canton d'Aurillac-3, ce taux de participation est de 37,38 % (2 218 votants sur 5 933 inscrits) contre 41,88 % au niveau départemental. À l'issue de ce premier tour, deux binômes sont en ballottage : Henri Manhes et Anne Tissier (Union au centre et à droite, 38,22 %) et Stéphane Frechou et Magali Maurel (Union à gauche, 27,43 %).
Le second tour des élections est marqué une nouvelle fois par une abstention massive équivalente au premier tour. Les taux de participation sont de 34,3 % au niveau national, 42,74 % dans le département et 38,72 % dans le canton d'Aurillac-3. Stéphane Frechou et Magali Maurel (Union à gauche) sont élus avec 51,26 % des suffrages exprimés (1 099 voix pour 2 298 votants et 5 935 inscrits),,.

## Composition
Depuis 2015, il comprend la partie de la commune d'Aurillac non incluse dans les cantons d'Aurillac-1 et d'Aurillac-2.
| Nom                              | Code Insee | Intercommunalité        | Superficie (km2) | Population (dernière pop. légale)                | Densité (hab./km2) | Modifier                                    |
| -------------------------------- | ---------- | ----------------------- | ---------------- | ------------------------------------------------ | ------------------ | ------------------------------------------- |
| Aurillac (bureau centralisateur) | 15014      | CA du Bassin d'Aurillac | 28,76            | Fraction : 10 300 (2022) Commune : 26 189 (2022) | 911                | modifier les données · modifier les données |
| Canton d'Aurillac-3              | 1504       |                         |                  | 10 300 (2022)                                    |                    | modifier les données                        |

## Démographie
En 2022, le canton comptait 10 300 habitants, en évolution de −1,98 % par rapport à 2016 (Cantal : −1,08 %, France hors Mayotte : +2,11 %).
| 2013   | 2018   | 2022   |
| ------ | ------ | ------ |
| 10 628 | 10 329 | 10 300 |